# Бина мира
Европски позоришни фестивал Бина мира је интернационални фестивал основан 2008. године од стране Ахенске мреже за хуманитарну помоћ и интеркултурални мировни рад. Циљ фестивала и сусрета младих јесте промоција мира путем умјетности. Фестивал се одржава сваке године у септембру, те се сусретима обиљежава 21. септембар – Свјетски дан мира.

## Историјат
Први сусрети младих интернационалних театарских група одржани су у Тузли. Од тада се фестивал развијао, па је сваке године одржаван у другом европском граду. Фестивал је до сада реализован:
- 2008/2009 – Тузла, БиХ
- 2010 – Ахен, Њемачка
- 2011 – Зрењанин, Србија
- 2012 – Бања Лука, БиХ
- 2013 – Оџак, БиХ
- 2014 – Ахен, Нјемачка
- 2015 – Тузла, БиХ
- 2016 – Зрењанин, Србија
- 2017 – Епен, Белгија
- 2018 – Тузла, БиХ
- 2019 – Ахен, Њемачка
- 2022 – Вишеград, БиХ